# 統獨問題
統獨問題，又稱統獨爭議、統獨之爭，是中華民國在1949年之後對於中國統一與臺灣問題發生的內部政治爭議。在李登輝總統執政時期之後，成為台灣政治上的爭論焦點。
中華人民共和國以一個中國為基本國策，主張擁有台灣主權，希望以和戰兩手策略完成中華人民共和國統一臺灣，反對兩個中國與一中一台的台獨主張。在李登輝總統執政之後，台灣的主流民意為保持現狀，保持中華民國國號，繼續維持台灣民主體制，即採取事實獨立。支持與中華人民共和國統一的派別，稱為統派。支持修改國號為台灣的台灣獨立運動，為獨派。

## 概論
第二次國共內戰在1947年爆發，於1949年中華人民共和國建國，中華民國政府撤退至台灣。中華人民共和國在1949年後曾發動數次軍事行動，包括古寧頭戰役與金門戰役，在美國介入支持下，遭中華民國國軍擊敗。形成由中華民國政府統治臺澎金馬，中华人民共和国政府統治中国大陆的台海現狀，雙方以台灣海峽中線進行分隔。
美國曾經與中華民國政府簽定《中美共同防禦條約》，保證中華民國的獨立地位。在1979年後，美國與中華人民共和國建交。美國採用的區域政策，以中美三個聯合公報，《台灣關係法》與六項保證為基點。美國承認中華人民共和國為中國唯一合法代表，但承諾將持續支持台灣保持民主體制與自治現況，承諾會提供防衛性武器給台灣，以保障台海和平。支持中華人民共和國與台灣之間經由對話，和平解決臺灣問題。
統獨問題的定義，在台灣內部有多次變化。在蔣中正與蔣經國統治期間，主張反攻大陸，由中華民國統一中國。在這個概念下，將反對反攻大陸的獨台派，支持台灣脫離中華民國的台獨運動，以及支持由中華人民共和國統一的左統派，都稱為獨派。

## 歷年民调数据
中華民國行政院大陆委员会在2010年12月的调查数据显示：6.4%尽快独立；17.6%暂维现状以后走向独立；28.4%永远维持现状；34.2%暂维现状以后看情形再决定独立或统一；7.1%暂维现状以后走向统一；1.2%尽快统一；5.2%其它/无意见/不知道/拒答。民調結果顯示，支持廣義維持現狀的比率達到87.3%，顯示台灣民意仍繼續保持「廣義維持現狀」的趨向。
2013年10月台灣指標民調顯示，有七成臺灣民眾認為臺灣和中國（大陸）是兩個各自發展的國家。
值得注意的是，在九零年代本土化加深的台灣，台灣人的身份認同已經逐漸轉變為台灣人認同：即當問到你是台灣人、中國人，還是兩者都是時，越來越多的台灣民眾選擇台灣人，而非其他兩者。一般認為，在台灣，立場偏藍或偏綠的媒體在進行民調時，會有所謂的「機構效應」（house effect），然而即便是傳統上被認為是親藍的《聯合報》，在其2006年11月的民調中仍顯示，已有高達百分之六十二的台灣民眾自認為台灣人，而非中國人。根據行政院研考會於2009年5月進行的民調，認同自己是台灣人的比例達到6成7，認同自己同時是台灣人也是中國人的佔1成7，認同自己是中國人的僅1成1。
臺灣遠見民調在2014年9月進行的民意調查，針對台灣民眾的統獨觀點調查結果顯示，贊成統一的只有8.9%、維持現狀的有47%、贊成獨立的亦有32%。這次調查是由遠見民調中心在2014年9月9日至9月12日晚上18:20至22:00進行，以等比例分層隨機抽樣，抽出電話門號後末二碼代以隨機亂數處理，並採電腦輔助電話訪問方式，成功完訪居住台灣20歲以上民眾共1020位。對母體各項參數的推論，以95%信賴度估計最大抽樣誤差分別為±3.1%。調查結果已對受訪者性別、居住縣市、年齡、教育程度等項進行樣本代表性檢定，並進行加權處理，但沒有說明如何進行加權處理的細節。臺灣遠見民調在2014年3月進行的民意調查，針對台灣民眾的統獨觀點調查結果顯示，贊成統一的只有10.7%、維持現狀的有46.8%、贊成獨立的有24.8%。
2016年聯合報民調顯示，自認是台灣人的比率由20年前的44%大幅成長到最近的73%，創該報歷次民意調查的新高。認為自己是中國人的比率，則由20年前的31%，下降至這次調查的11%，是歷次調查新低。這次民意調查也有10%的人認為，自己既是臺灣人也是中國人的雙重認同，台中默契咖啡老闆陳致豪接受美國之音訪問表示與中國對台灣的施壓以及看到香港一國兩制失敗有關。
2016年台灣陸委會民調顯示，主張統一为10.5%，主張維持現狀为64.7%，主張獨立为19%。
2017年6月國立政治大學選舉研究中心關於身分認同趨勢的長期民調，認為自己是臺灣人而不是中國人者有56%，是臺灣人也是中國人的有36.6%，是中國人而非臺灣人者有3.8%，無意見的有3.6%。
根據2021年聯合報「兩岸關係年度大調查」，民眾對於台灣統獨前途的看法：「盡快獨立」占18%、「維持現況再獨立」占16%、「永遠維持現狀」占51%、「維持現狀再統一」占6%、「盡快統一」占4%、「無意見」占3%，仍以「維持現狀」為絕對主流。